# Ómicron Librae
Ómicron Librae (ο Lib / 29 Librae / HD 136407) es una estrella de magnitud aparente +6,15.
Está situada en la constelación de Libra a 178 años luz de distancia del sistema solar.
Ómicron Librae es una estrella de la secuencia principal de tipo espectral F2V —aunque también ha sido catalogada como gigante de tipo F0III— cuya temperatura efectiva es de 6745 K.
Brilla con una luminosidad 8,8 veces mayor que la del Sol y sus características son parecidas a las de μ Capricorni, Rijl al Awwa (μ Virginis) o η Corvi.
Gira sobre sí misma con una velocidad de rotación igual o superior a 91,5 km/s y su masa estimada es un 58% mayor que la masa solar.
Tiene una edad aproximada de 1600 millones de años.
Ómicron Librae muestra un contenido metálico que, en líneas generales, es semejante al del Sol ([Fe/H] = -0,08).
Asimismo, evidencia una abundancia relativa de litio (A(Li) = 3,1) claramente superior a la solar, pero que se sitúa justo en la media de la abundancia cósmica de este metal.
Ello corrobora el hecho de que las estrellas de rápida rotación —superior a 30 km/s— presentan un elevado contenido de litio.